# Шиян Галина Романівна
Галина (Гаська) Романівна Шиян (нар. 23 липня 1980, Львів) — українська перекладачка, письменниця, видавчиня та підприємиця.

## Біографія
1999 року спільно з сестрою Анастасією Шиян заснувала книгарню іноземної літератури «ГалІнБоок». Дописувала для часопису «Просто Неба», збірки «Волонтери», проекту «Їздець».
2001 року закінчила Львівський національний університет імені Івана Франка за спеціальністю «класична філологія».
2012 року у видавництві «Ліга Прес» видала переклад роману букерівського лауреата Ді-Бі-Сі П'єра «Світло згасло в Країні Див» (за редакції Юрія Андруховича). На основі твору створено проєкт «Декаданс Бере Своє» під творчою маркою «Батрахоміомахія» на ресурсі http://btrmiomax.com/ [Архівовано 18 листопада 2015 у Wayback Machine.]
2014 року у «Видавництві Старого Лева» вийшов друком дебютний роман Галини Шиян «Hunt, doctor, Hunt!», проілюстрований подругою авторки Маріанною Винар.
2014 року долучилася до збірки оповідань «Волонтери» оповіданням «Гусінь» (КСД, 2014).
2014 року, як співвласниця книгарні, почала активну діяльність, спрямовану на знищення практики непрозорих та корупційних схем у закупівлі підручників.
2015 року створила авторський курс «Creative writing з Тіло Шульцом. Оповідання за вікенд» (Їздець, 2015).
Брала участь у літературних фестивалях у Единбурзі, Києві, Львові, Запоріжжі.

## Переклади
- DBC Pierre: Lights out in Wonderland (Світло згасло в країні див). Переклад з англійської. Львів 2012.

## Видання
- Hunt, doctor, hunt. Роман. Львів, Видавництво Старого Лева, 2014, ISBN 9786176790945.

Ця книжка була названа найочікуванішою на Форумі видавців у 2014 році.
- За спиною. Роман. Київ, Фабула, 2019, ISBN 9786170950390.
  - Hinter dem Rücken. Übersetzt von Claudia Dathe. Edition fotoTAPETA, Berlin 2023. ISBN 9783949262111

Роман «За спиною» Галини Шиян був відзначений Літературною премією Європейського Союзу.
- Коли сніг пахне мандаринками — колективна збірка оповідань. Львів, Видавництво Старого Лева, 2021, ISBN 9786176798491